# Vierlingsbeek vasútállomás
A Vierlingsbeek vasútállomás egy vasútállomás Hollandiában, Boxmeer községben, Vierlingsbeek településen.

## Vasútvonalak
Az állomást az alábbi vasútvonalak érintik:
- Nijmegen–Venlo-vasútvonal

## Kapcsolódó állomások
A vasútállomáshoz az alábbi állomások vannak a legközelebb:
- Boxmeer vasútállomás (északnyugat)
- Venray vasútállomás (délkelet)